# Flugplatz Kirchdorf/Inn

i7
i11
i13
Der Flugplatz Kirchdorf/Inn (ICAO-Code: EDNK) ist der Sonderlandeplatz der niederbayerischen Gemeinde Kirchdorf am Inn. Er wird vom Fliegerclub Kirchdorf/Inn e. V. betrieben.

## Geografie
Der Flugplatz liegt unmittelbar südlich des Kirchdorfer Ortsteiles Ritzing im Flurstück Ritzinger Au auf einer Höhe von 347 m ü. NN. Einen Kilometer südlich fließt der Inn. Dort verläuft auch die Staatsgrenze zu Österreich.

## Geschichte
Die Fliegerei wird in Kirchdorf seit 1951 betrieben, wobei zu Anfangs die Gelände benachbarter Vereine mit genutzt wurden. Im Sommer 1963 wurde das heutige Gelände bezogen und seither kontinuierlich zum Flugplatz ausgebaut.

## Flugplatz und Ausstattung
Der Flugplatz ist für Luftfahrzeuge aller Art bis 3000 kg Höchstabfluggewicht (MTOW), Hubschrauber bis 5700 kg zugelassen. Das Gelände gehört der Gemeinde Kirchdorf und der Betreiber ist der Fliegerclub Kirchdorf/Inn e. V.
Es bestehen mehrere Wirtschaftsgebäude, ein Turm, drei Hangars und ein Vereinsheim. Es gibt eine Tankstelle und bei Zwischenlandungen ist ein Ölservice möglich.

## Zwischenfälle
- Am 28. Oktober 2000 verlor eine auf EDNK gestartete Diamond DA20 Katana auf 100 Meter Flughöhe über Braunau am Inn das Plexiglas der Kabinenhaube. Den beiden Piloten gelang eine Notlandung.[3]:18
- Am 1. Juli 2001 sackte eine Brditschka HB-21 bei der Landung plötzlich durch und kam hart auf, wobei das Bugfahrwerk abriss. Die Maschine wurde schwer beschädigt, der Pilot kam mit dem Schrecken davon.[4]:12
- Am 9. April 2017 verunglückte eine auf EDNK stationierte Maschine nach einer Außenlandung in Österreich auf Privatgrund. Beim Start brach das Bugrad, das Fluggerät überschlug sich und wurde stark beschädigt. Der Pilot blieb hierbei unverletzt.[5]
- Am 9. November 2017 zweckentfremdete eine PKW-Fahrerin nächtens das Rollfeld des Flugplatzes für ungenehmigte Rally-Fahrübungen, wobei die witterungsbedingt aufgeweichte Piste Schaden nahm. Die Nachwuchspilotin ging zunächst flüchtig.[6]

## Verkehr
Eine Gemeindestraße erschließt den Flugplatz zu der unmittelbar südlich verlaufenden Bundesstraße 12 hin. Der ÖPNV bedient den Flugplatz nicht direkt. Im zwei Kilometer nördlich gelegenen Ort Julbach gibt es eine Zustiegsmöglichkeit zu der Bahnstrecke München–Simbach.